# Tomasz Grysa
Tomasz Grysa, né le 16 octobre 1970 à Poznań, est un prélat catholique polonais, docteur en droit canonique, archevêque, nonce apostolique à Madagascar (en), et délégué apostolique aux Comores (en) et à La Réunion, depuis le 27 septembre 2022,.

## Biographie
Tomasz Krzysztof Grysa naît le 16 octobre 1970 à Poznań ; il est le fils du professeur et scientifique Krzysztof Grysa.
En 1995, il termine sa formation au séminaire de l'archidiocèse de Poznań où il est ordonné prêtre le 25 mai 1995 dans la basilique-archicathédrale Saints-Pierre-et-Paul de Poznań par Jerzy Stroba (en).
Dans les années 1997-2001, il se prépare au service diplomatique à l'Académie pontificale ecclésiastique, où il est admis le 1er juillet 2001. Il entreprend également des études à l'université pontificale grégorienne, où il obtient un doctorat en droit canonique.
Il travaille comme secrétaire de nonciature : de 2001 à 2003 en Russie, de 2003 à 2008 en Inde (en) et au Népal (en), de 2008 à 2011 en Belgique (en) et de 2011 à 2013 au Mexique (en). Par ailleurs, de 2013 à 2016, il est conseiller à la nonciature apostolique du Brésil (en) et de 2016 à 2019, il a travaillé à la nonciature des Nations unies. Enfin, de 2019 à 2022, il est le premier conseiller de la nonciature apostolique de Jérusalem (en).
Le 27 septembre 2022, le pape François le nomme nonce apostolique à Madagascar (en) et délégué apostolique aux Comores (en) avec les fonctions de délégué à la Réunion, l'élevant au titre d'archevêque titulaire de Rubicon (de). Il est consacré archevêque le 1er novembre 2022 dans la basilique-archicathédrale Saints-Pierre-et-Paul de Poznań. Le consécrateur principal est le cardinal Pietro Parolin, secrétaire d'État du Saint-Siège, et les co-consécrateurs sont Stanisław Gądecki, archevêque métropolite de Poznań, et Marek Jędraszewski, archevêque métropolitain de Cracovie.